# Sanjaasuren Miyaragchaa
Sanjaasuren Miyaragchaa (30 de agosto de 1983) es un deportista mongol que compitió en judo. Ganó dos medallas de bronce en el Campeonato Asiático de Judo en los años 2009 y 2012.

## Palmarés internacional
| Campeonato Asiático | Campeonato Asiático  | Campeonato Asiático | Campeonato Asiático |
| Año                 | Lugar                | Medalla             | Categoría           |
| ------------------- | -------------------- | ------------------- | ------------------- |
| 2009                | Taipéi (Taiwán)      | Medalla de bronce   | –66 kg              |
| 2012                | Taskent (Uzbekistán) | Medalla de bronce   | –66 kg              |